# Pyrophorus nigropunctatus
Pyrophorus nigropunctatus là một loài bọ cánh cứng trong họ Elateridae. Loài này được Drapiez miêu tả khoa học năm 1820.